# ВЭФ (футбольный клуб)
Футбо́льный клуб ВЭФ (латыш. Futbola klubs VEF) — советский и латвийский футбольный клуб из города Рига. Расформирован в 1992 году.
В 1992 году ВЭФ больше не смог содержать команду, поэтому сезон футболисты ВЭФа доиграли только при поддержке сторонних спонсоров. А к следующему сезону клуб объединился с вышедшей в Высшую лигу командой «Зента», тем самым образовав объединённый клуб ВЭФ/Зента.

## Достижения
Чемпионат Латвийской ССР
- Чемпион (6): 1970, 1971, 1973, 1974, 1975, 1983.
- Серебряный призёр (7): 1946, 1947, 1954, 1955, 1972, 1982, 1990.
- Бронзовый призёр (5): 1950, 1976, 1978, 1984, 1986.

Высшая лига Латвии
- Бронзовый призёр (1): 1992.

Кубок Латвии
- Обладатель (3): 1956, 1971, 1987.
- Финалист (8): 1946, 1960, 1970, 1974, 1975, 1977, 1984, 1985.